# Hoekenburg (Voorburg)
Hoekenburg is een Nederlandse buitenplaats gelegen in Voorburg-West op de hoek van de Haagvliet en de Vliet, het kanaal van Delft naar Leiden.

## Geschiedenis
Op deze plaats was ooit een stad gelegen van de Cananefaten. In 1632 lag er reeds een buitenplaats met de naam "Hooghenburch". In 1684 werd Hooghenburch gekocht door de lakenkoopman Johannes Mol. Hij gaf het de naam Hoekenburg, omdat het grondstuk op de hoek van de Haagvliet en de Vliet ligt. In 1809 werd de oude buitenplaats afgebroken en werd het huidige landhuis gebouwd in opdracht van A.F. en A.H. Thorbecke, familie van de latere staatsman Thorbecke. In 1828 verwierf jonkheer Hendrik Johan Caan Hoekenburg. Hij voegde Hoekenburg samen met het aangrenzende Arentsburgh.
In 1924 werden Hoekenburg en Arentsburgh aangekocht door de gemeente Voorburg. Op een deel van het landgoed werd een woonwijk gerealiseerd. De parken werden toegankelijk voor het publiek. In 1926 werden Hoekenburg en Arentsburgh gekocht door het Christelijk Instituut Effatha, dat hier tot 1999 gevestigd was. In 1929 werd het dak verhoogd met extra ramen en werd de serre afgebroken. Het  koetshuis werd in 1954 gesloopt en vervangen door een schoolgebouw. In 2000 werd Hoekenburg verkocht aan een projectontwikkelaar die na een grondige restauratie een woning in het landhuis realiseerde. De aanbouw werd daarbij gesloopt en het dak werd weer verlaagd. 
Arentsburgh · Damsigt · Duivenstein · Eemwijk · Heeswijk · Hoekenburg · Hoekvliet · Hofwijck · In de Wereldt is veel Gevaer · Leeuwensteijn · De Loo · Middenburg · Middendorp · Noordervliet · Rusthof · Schoonoord · Sionslust · Vliet en Burgh · Vreugd en Rust · Vrijburg · De Werve